# Björne Väggö
Björne Väggö, född 9 september 1955 i Västra Skrävlinge församling, är en svensk före detta fäktare, som blev olympisk silvermedaljör i värja i Los Angeles vid olympiska sommarspelen 1984. Han ingick även i det svenska lag som belade femte plats.